# Edna Luby
Edna Luby (12 de octubre de 1884 – 1 de octubre de 1928) fue una actriz y comediante estadounidense. Actuó en teatro y en películas mudas y trabajo en vodevil como imitadora de celebridades. Luby era la sobrina de Sigmund Lubin, un pionero productor de cine.

## Primeros años
Edna Luby nació en la ciudad de Nueva York de padres judíos, Louis y Emma Luby. Su padre era óptico. Poco después, Luby y su familia se trasladaron a Londres, Inglaterra, donde de niña llamó la atención por imitar a sus compañeras de clase. Pronto desarrolló un gran interés por el teatro, alimentado por su madre cuando, a los diez años, empezó a recibir clases de elocución de la actriz británica de origen estadounidense Geneviève Ward.

## Carrera

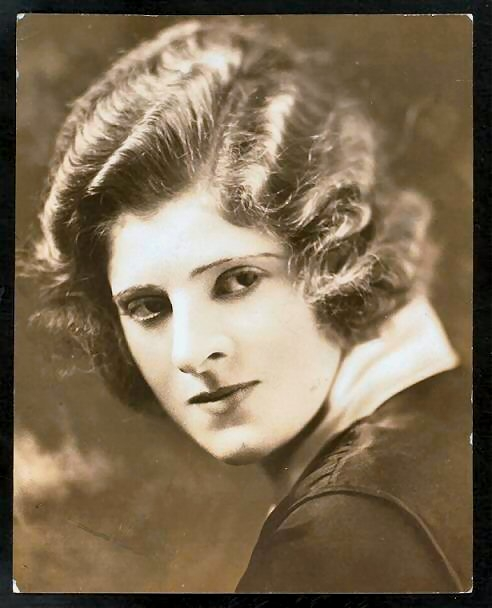
Del New York Public Library Digital Gallery

Luby regresó a Nueva York en 1900, donde debutó profesionalmente en el Garden Theatre como sustituta de la actriz May Buckley en la obra Hearts Are Trumps, que se representó de febrero a mayo de ese año. Hearts Are Trumps, un melodrama en cuatro actos, fue escrito por Cecil Raleigh, producido por Charles Frohman y también había presentado a los espectadores de Broadway a un joven Cecil B. De Mille. A finales de 1902, Luby fue bien recibida en el Madison Square Theatre de Nueva York después de suceder a Jessie Busley en el papel de Estelle en The Two Schools. En diciembre de 1903, Luby interpretó el papel de Greta frente a Fritzi Scheff en Babette en el Broadway Theatre. y en una gira posterior. En mayo de 1907 se unió al reparto de la exitosa comedia musical de Anna Held A Parisian Model en el Broadway Theatre. y más tarde ese mismo año apareció en la producción original de 1907 de Ziegfeld Follies, interpretando a Miss Mimique y Miss Edna Might.
Durante esta época, Luby actuó a menudo en vodeviles de Tony Pastor, Keith and Proctor y Percy G. Williams, imitando a personajes famosos. Actuó en al menos cuatro películas mudas entre 1910 y 1916. The Immortal Flame, su última película, fue un melodrama de cinco rollos escrito y producido por Ivan Abramson y protagonizado por Maude Fealy.

## Muerte y entierro
Poco después de casarse con Samuel Thor, farmacéutico, Luby abandonó el escenario para residir en Great Neck, Long Island. Murió tras una larga enfermedad en el Montefiore Hospital, Bronx, Nueva York, apenas dos semanas antes de cumplir 44 años.
Está enterrada en el Mount Zion Cemetery de la ciudad de Nueva York.